# پولشتی
پولشتی (به چکی: Polště) یک منطقهٔ مسکونی در جمهوری چک است که در ناحیه ییندریخوف هرادتس واقع شده‌است. پولشتی ۴٫۱۳ کیلومتر مربع مساحت و ۱۰۹ نفر جمعیت دارد و ۵۱۱ متر بالاتر از سطح دریا واقع شده‌است.